# Arabomanie équestre

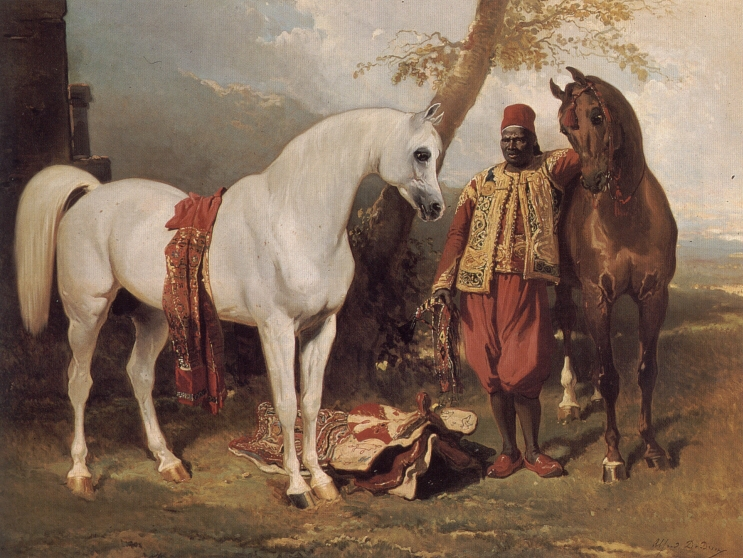
Les montures d'Abd-El-Kader d'Alfred de Dreux, une œuvre typique de l'arabomanie équestre.

L′arabomanie équestre est un courant artistique, littéraire et zootechnique européen, qui se traduit par une forte production d’œuvres ayant pour thèmes les chevaux et les cavaliers d'Orient, et par une préconisation de croisement des races de chevaux européennes présentes dans les haras avec le cheval arabe, vu comme un « améliorateur » universel. Parmi les œuvres européennes rattachées à ce courant figurent le tableau des Chevaux arabes se battant dans une écurie d'Eugène Delacroix, ou encore l'essai Les chevaux du Sahara, qu'Eugène Daumas écrit en collaboration avec l'émir Abd el-Kader en 1851. 
L'arabomanie équestre témoigne d'une fascination de nombreux artistes européens pour l'Orient, dont certains voyagent en Algérie, au Maroc, ou encore en Égypte. Cette vision orientaliste est cependant souvent fantasmée et inexacte, en raison d'un syncrétisme important entre influences antiques, orientales et européennes. L'anglomanie équestre succède à ce courant, et parfois s'y oppose, dans le contexte d'une lutte des classes entre bourgeoisie et aristocratie.

## Définition
Le terme d'« Arabomanie » équestre est employé, entre autres, par Jean-Pierre Digard, Daniel Roche, Bernadette Lizet et Jean-Louis Gouraud, dans leurs ouvrages respectifs. D'après Bernadette Lizet, l'arabomanie européenne est au XIXe siècle fortement syncrétique, puisqu'elle amalgame Orient et Asie.

## Histoire

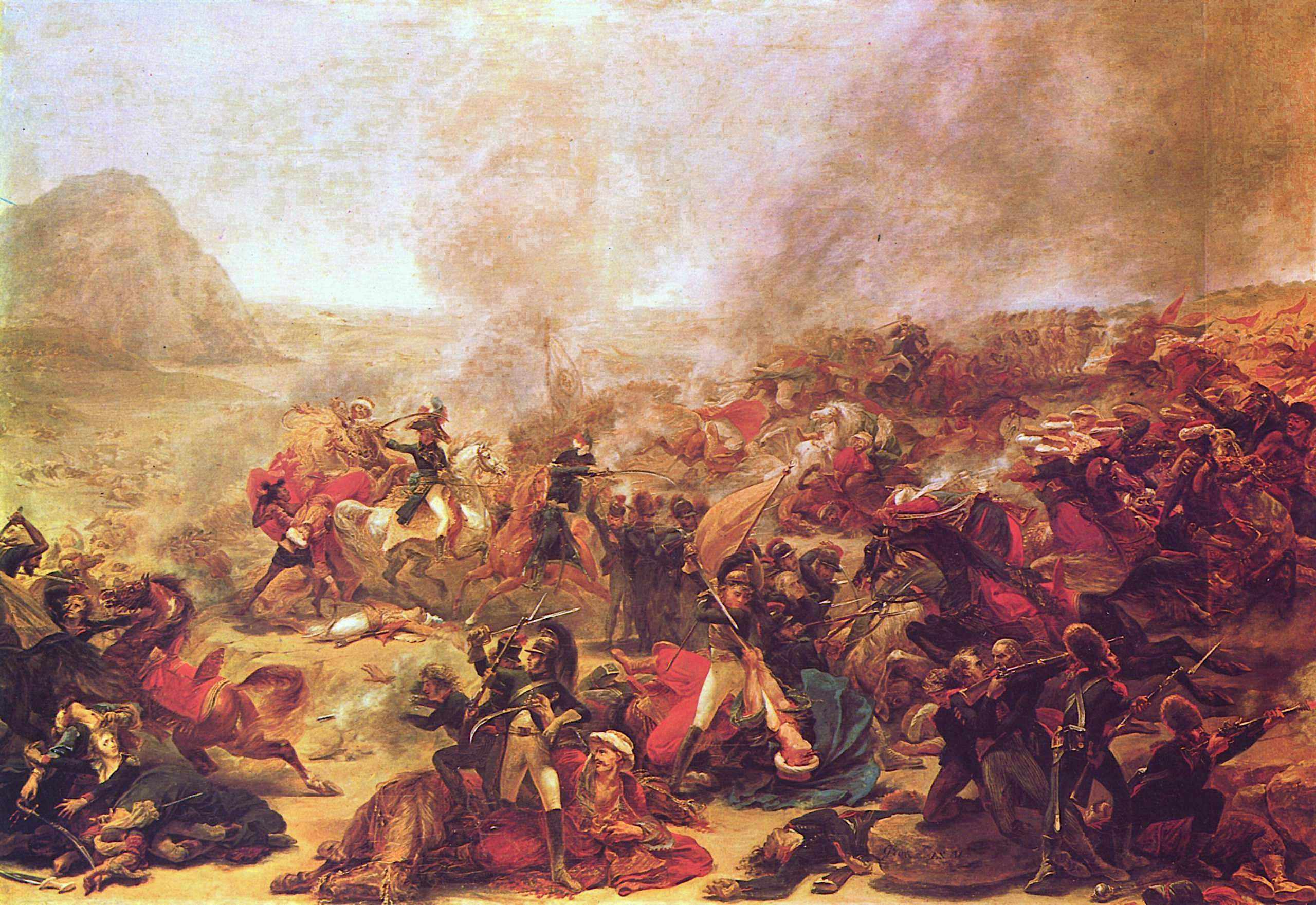
Combat de Nazareth d'Antoine-Jean Gros (1801).

Le cheval est fortement présent dans l'art européen du XIXe siècle. L'influence des représentations de la frise du Parthénon se fait ressentir sur les productions peintes et sculptées : Goethe qualifie d′Urpferd le cheval représentés dans la statuaire grecque, ce que Claude Rolley traduit par une vision du cheval « primitif, archétypal et originel ». L'arabomanie équestre est également influencée par l'œuvre abondante du peintre anglais George Stubbs, et notamment ses représentations du cheval attaqué par un lion.
En France, le mouvement est amorcé par la campagne d'Égypte de Napoléon Ier, les peintures d'Antoine-Jean Gros telles que Combat de Nazareth, tableau précurseur, témoignant d'une fascination nouvelle des peintres occidentaux pour les représentations équestres de l'Orient. Gros dépeint plusieurs fois Napoléon sur un cheval clairement identifié comme étant de « type arabe ».
La conquête de l'Algérie par la France, entre autres, nourrit l'inspiration des artistes et des écrivains, qui baignant déjà dans leur propre culture équestre occidentale, s'intéressent au « cheval oriental ». Il s'ensuit de nombreux voyages d'artistes-peintres au Maghreb et en Orient, notamment celui d'Eugène Delacroix au Maroc en 1832, d'Horace Vernet et Frédéric Goupil-Fesquet en Égypte en 1839, puis de Théodore Chassériau en Algérie en 1846, dont ils reviennent avec de nombreuses notes et des croquis détaillant le modèle des chevaux et le harnachement utilisé.
La colonisation de l'Algérie française entraîne un fort transfert d'informations à propos de la culture équestre algérienne (avec le concours des spahis) dans diverses publications françaises, en particulier dans Les chevaux du Sahara d'Eugène Daumas en 1851, un livre co-écrit avec l'émir Abd el-Kader, qui exerce une influence importante sur les artistes et les zootechniciens de l'époque. Dans les années 1850, le salon de peinture et de sculpture de Paris accueille de nombreux portraits de chevaux orientaux, y compris ceux de l'artiste allemand Théodore Schlöpke. L'influence antique se fait souvent sentir dans ces œuvres.
Entre le 25 novembre 2002 et le 30 mars 2003, l'institut du monde arabe propose une exposition consacrée aux chevaux et cavaliers arabes, dirigée par Jean-Pierre Digard.

## Thèmes artistiques représentés
D'après Christine Peltre, la fantasia est incontestablement le thème qui a le plus inspiré les artistes orientalistes parmi les scènes équestres, les thèmes du vol de chevaux et de la chasse à cheval étant également fréquents.

## Chevaux représentés
De très nombreux types distincts de chevaux sont dépeints sous le nom erroné de « cheval arabe », incluant un vaste ensemble d'animaux originaires de Perse, de Syrie, d'Afrique du Nord ou encore du désert d'Arabie.

Peintures de chevaux arabes au XIXe siècle
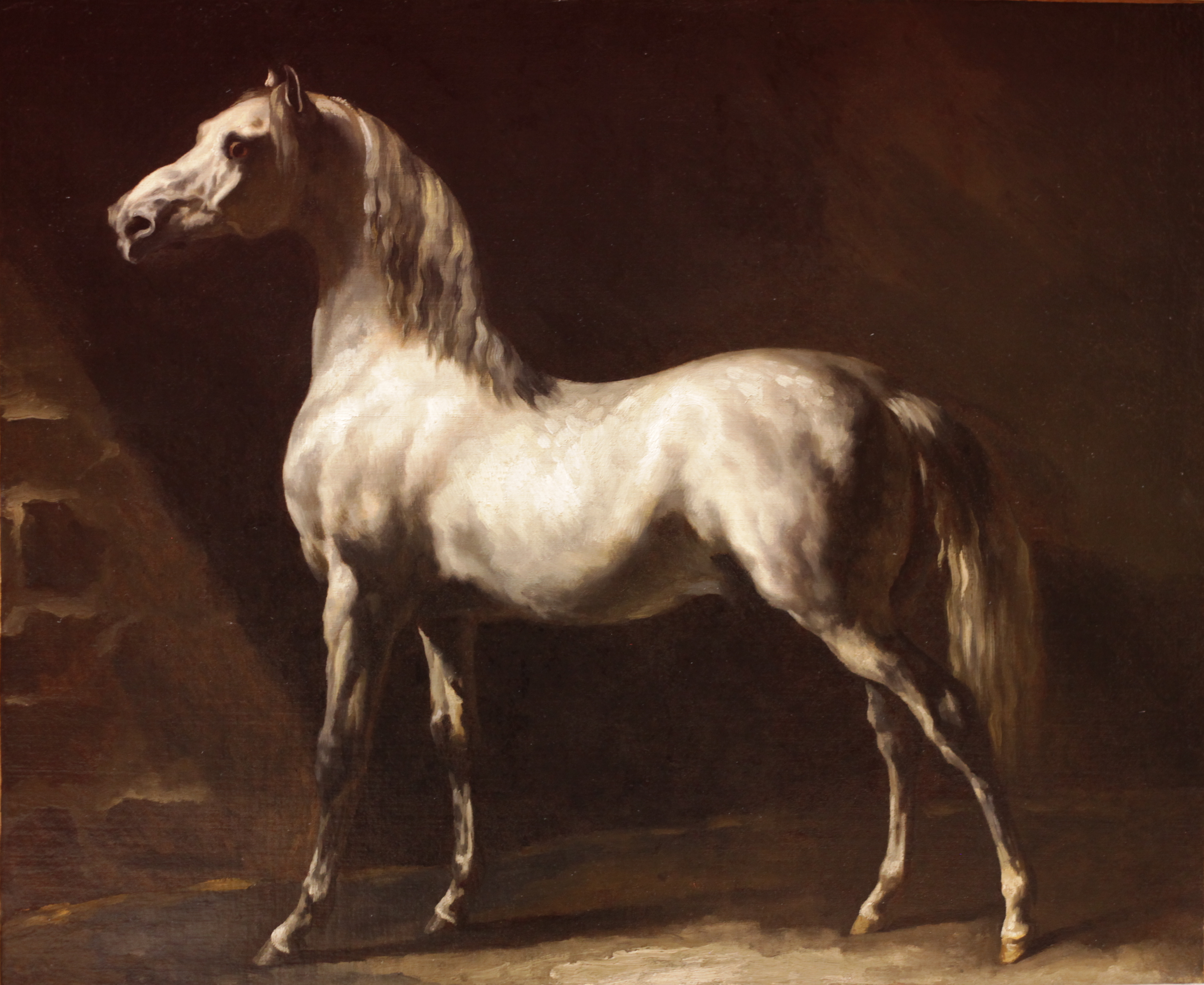
Cheval gris Théodore Géricault, 1812-1816 musée des Beaux-Arts de Rouen
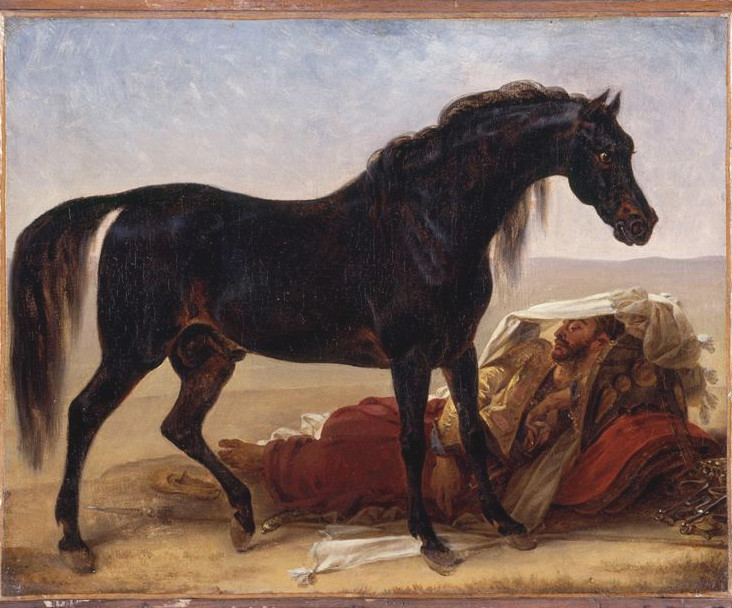
Cheval arabe Antoine-Jean Gros,1817 Musée des Beaux-Arts de Valenciennes

## Influence zootechnique

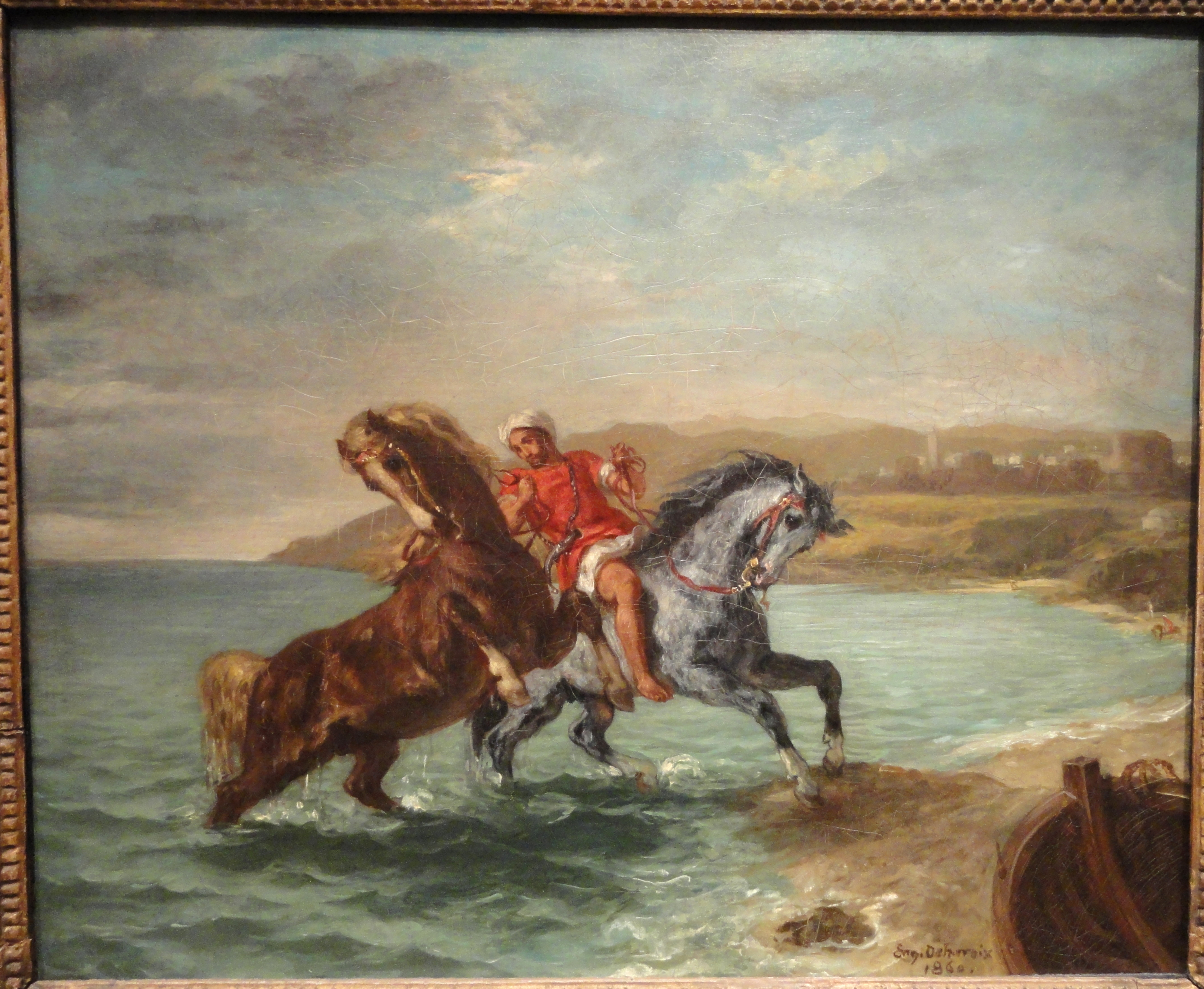
Chevaux sortant de la mer d'Eugène Delacroix (1860).

D'après Daniel Roche, il existe une opposition idéologique et sociale entre l'arabomanie et l'anglomanie équestre. Le courant zootechnique arabomane se traduit par une vague de recommandations de croisements des chevaux, français en particulier, avec le cheval arabe, mais aussi par un mythe des origines faisant de ce cheval arabe l'ancêtre de toutes les autres races de chevaux, et de la bataille de Vouillé l’événement fondateur à l'origine de la diffusion du cheval arabe originel sur le territoire français. Des pays orientaux comme occidentaux partagent et diffusent un même mythe des origines équines, présent notamment dans les Mille et une Nuits, ayant pour point commun l'intervention d'un ou de plusieurs chevaux orientaux sortis de l'eau (souvent après le naufrage d'un navire de transport) pour venir féconder des juments présentes à terre, et fonder ainsi une nouvelle race de chevaux. Amélie Tsaag Valren rattache ce mythe aux « structures anthropologiques de l'imaginaire », définies par Gilbert Durand.